# CONCACAF Gold Cup 1991
La CONCACAF Gold Cup 1991 è stata l'11ª edizione (la 1ª con la formula attuale) di questo torneo di calcio continentale per squadre nazionali maggiori maschili organizzato dalla CONCACAF.
Il torneo si è disputato negli Stati Uniti d'America dal 28 giugno al 7 luglio 1991 nelle città di Los Angeles e Pasadena. Rispetto alle edizioni precedenti, cambiarono la denominazione e la formula della competizione: le otto squadre partecipanti furono divise in due gironi da quattro; le prime due di ogni girone passavano in semifinale; le vincenti disputavano la finale. Per la prima volta dal 1973, inoltre, il torneo non valeva come qualificazione ai Mondiali. Il trofeo fu vinto per la prima volta dagli Stati Uniti, che batterono in finale l'Honduras ai tiri di rigore, dopo che la partita si era conclusa sul risultato di 0-0.

## Formula
- Qualificazioni

28 membri CONCACAF: 8 posti disponibili per la fase finale. Stati Uniti (come paese ospitante) è qualificato direttamente alla fase finale. Rimangono 27 squadre per sette posti disponibili per la fase finale. Le squadre e i posti disponibili sono suddivisi in tre zone di qualificazione: Nord America (2 posti), Centro America (3 posti), Caraibi (2 posti).
Zona Nord America - 2 squadre, si qualificano di diritto alla fase finale.
Zona Centro America- 7 squadre, partecipano alla Coppa delle nazioni UNCAF 1991, le prime tre classificate si qualificano alla fase finale.
Zona Caraibi - 18 squadre, partecipano alla Coppa dei Caraibi 1991, le due finaliste si qualificano alla fase finale.
- Fase finale

Fase a gruppi - 8 squadre, divise in due gruppi da quattro squadre. Giocano partite di sola andata, le prime due classificate accedono alle semifinali.
Fase a eliminazione diretta - 4 squadre, giocano partite di sola andata. La vincente si laurea campione CONCACAF e si qualifica alla FIFA Confederations Cup 1992.

## Squadre partecipanti
| Pr. | Squadra           | Data di qualificazione certa | Partecipante in quanto                               | Partecipazioni precedenti al torneo                | Ultima presenza |
| --- | ----------------- | ---------------------------- | ---------------------------------------------------- | -------------------------------------------------- | --------------- |
| 1   | Stati Uniti       | -                            | Rappresentativa della nazione ospitante              | 2 (1985, 1989)                                     | 1989            |
| 2   | Canada            | -                            | Qualificata di diritto                               | 3 (1977, 1981, 1985)                               | 1985            |
| 3   | Messico           | -                            | Qualificata di diritto                               | 8 (1963, 1965, 1967, 1969, 1971, 1973, 1977, 1981) | Honduras 1981   |
| 4   | Costa Rica        | 29 maggio 1991               | 1ª classificata della Coppa delle nazioni UNCAF 1991 | 6 (1963, 1965, 1969, 1971, 1985, 1989)             | 1989            |
| 5   | Giamaica          | 30 maggio 1991               | 1ª classificata della Coppa dei Caraibi 1991         | 2 (1963, 1969)                                     | Costa Rica 1969 |
| 6   | Trinidad e Tobago | 30 maggio 1991               | 2ª classificata della Coppa dei Caraibi 1991         | 6 (1967, 1969, 1971, 1973, 1985, 1989)             | 1989            |
| 7   | Honduras          | 2 giugno 1991                | 2ª classificata della Coppa delle nazioni UNCAF 1991 | 6 (1963, 1967, 1971, 1973, 1981, 1985)             | 1985            |
| 8   | Guatemala         | 2 giugno 1991                | 3ª classificata della Coppa delle nazioni UNCAF 1991 | 8 (1963, 1965, 1967, 1969, 1973, 1977, 1985, 1989) | 1989            |

Nella sezione "partecipazioni precedenti al torneo", le date in grassetto indicano che la nazione ha vinto quella edizione del torneo, mentre le date in corsivo indicano la nazione ospitante.

## Stadi
| Los Angeles                   | Los Angeles Pasadena | Pasadena         |
| Los Angeles Memorial Coliseum | Los Angeles Pasadena | Rose Bowl        |
| Capienza: 93.607              | Los Angeles Pasadena | Capienza: 92.542 |
|                               | Los Angeles Pasadena |                  |

## Fase finale

### Fase a gruppi

#### Gruppo A

##### Classifica
| Pos | Squadra  | P.ti | G | V | N | P | GF | GS | DR |
| --- | -------- | ---- | - | - | - | - | -- | -- | -- |
| 1   | Honduras | 5    | 3 | 2 | 1 | 0 | 10 | 3  | +7 |
| 2   | Messico  | 5    | 3 | 2 | 1 | 0 | 8  | 3  | +5 |
| 3   | Canada   | 2    | 3 | 1 | 0 | 2 | 6  | 9  | -3 |
| 4   | Giamaica | 0    | 3 | 0 | 0 | 3 | 3  | 12 | -9 |

##### Risultati
| Arbitro: | Angeles |

|                   |           |                                                      |
| Mitchell 66’, 80’ | Marcatori | 28’ (rig.) Bennett 34’ Espiñoza 41’ Cálix 51’ Flores |

| Arbitro: | Success |

|                                                  |           |          |
| Galindo 28’, 54’ (rig.) Alves 36’ Hermosillo 58’ | Marcatori | 39’ Reid |

| Arbitro: | Forbes |

|                                                     |           |  |
| Cálix 27’, 51’ Anariba 31’ Bennett 69’ Yearwood 89’ | Marcatori |  |

| Arbitro: | Gutiérrez |

|            |           |                                                  |
| Lowery 83’ | Marcatori | 3’ Hermosillo 40’ de la Torre 89’ (rig.) Galindo |

| Arbitro: | Ortíz |

|                     |           |                                       |
| Wright 42’ Reid 63’ | Marcatori | 34’ Mitchell 54’ Miller 60’ Limniatis |

| Arbitro: | Jay |

|                |           |            |
| Hermosillo 57’ | Marcatori | 9’ Anariba |

#### Gruppo B

##### Classifica
| Pos | Squadra           | P.ti | G | V | N | P | GF | GS | DR |
| --- | ----------------- | ---- | - | - | - | - | -- | -- | -- |
| 1   | Stati Uniti       | 6    | 3 | 3 | 0 | 0 | 8  | 3  | +5 |
| 2   | Costa Rica        | 2    | 3 | 1 | 0 | 2 | 5  | 5  | 0  |
| 3   | Trinidad e Tobago | 2    | 3 | 1 | 0 | 2 | 3  | 4  | -1 |
| 4   | Guatemala         | 2    | 3 | 1 | 0 | 2 | 1  | 5  | -4 |

##### Risultati
| Arbitro: | Siefert |

|                      |           |  |
| Gómez 14’ Flores 17’ | Marcatori |  |

| Arbitro: | Ortíz |

|                       |           |           |
| Murray 85’ Balboa 87’ | Marcatori | 67’ Lewis |

| Arbitro: | Garza |

|                      |           |            |
| Lewis 38’ Thomas 89’ | Marcatori | 6’ Medford |

| Arbitro: | Success |

|                                  |           |  |
| Murray 11’ Quinn 46’ Wynalda 52’ | Marcatori |  |

| Arbitro: | Fuentes |

|  |           |           |
|  | Marcatori | 89’ Espel |

| Arbitro: | Brizio Carter |

|                                                |           |                       |
| Vermes 6’ Pérez 49’ (rig.) Marchena 59’ (aut.) | Marcatori | 30’ Arguedas 33’ Jara |

### Fase a eliminazione diretta

#### Tabellone
|  | Semifinali      | Semifinali      | Semifinali |          |             | Finale          | Finale          | Finale          |  |
|  |                 |                 |            |          |             |                 |                 |                 |  |
|  | 1A. Honduras    | 1A. Honduras    | 2          |          |             |                 |                 |                 |  |
|  | 1A. Honduras    | 1A. Honduras    | 2          |          |             |                 |                 |                 |  |
|  | 2B. Costa Rica  | 2B. Costa Rica  | 0          |          |             |                 |                 |                 |  |
|  | 2B. Costa Rica  | 2B. Costa Rica  | 0          |          | Stati Uniti | Stati Uniti     | 0 (4)           |                 |  |
|  |                 |                 |            |          | Stati Uniti | Stati Uniti     | 0 (4)           |                 |  |
|  |                 |                 | Honduras   | Honduras | 0 (3)       |                 |                 |                 |  |
|  | 1B. Stati Uniti | 1B. Stati Uniti | Honduras   | Honduras | 0 (3)       | 2               |                 |                 |  |
|  | 1B. Stati Uniti | 1B. Stati Uniti |            |          |             | 2               |                 |                 |  |
|  | 2A. Messico     | 2A. Messico     | 0          |          |             | Finale 3º posto | Finale 3º posto | Finale 3º posto |  |
|  | 2A. Messico     | 2A. Messico     | 0          |          |             |                 |                 |                 |  |
|  |                 |                 |            |          |             |                 |                 |                 |  |
|  |                 |                 |            |          |             | Messico         | Messico         | 2               |  |
|  |                 |                 |            |          |             | Messico         | Messico         | 2               |  |
|  |                 |                 |            |          |             | Costa Rica      | Costa Rica      | 0               |  |

#### Semifinali
| Arbitro: | Angeles |

|                        |           |  |
| Bennett 37’ Flores 79’ | Marcatori |  |

| Arbitro: | Ortiz |

|                      |           |  |
| Doyle 48’ Vermes 64’ | Marcatori |  |

#### Finale per il 3º posto
| Arbitro: | Forbes |

|                       |           |  |
| Farfán 9’ Galindo 89’ | Marcatori |  |

#### Finale
| Arbitro: | Brizio Carter |

|                                                         |                      |                                                              |
| Balboa Vermes Pérez Caligiuri Eck Quinn Kinnear Clavijo | Tiri di rigore 4 – 3 | Castro Anariba Yearwood Flores Zapata Cálix Vallejo Espinoza |

## Statistiche

### Classifica marcatori
4 reti
- Benjamín Galindo

3 reti
- Dale Mitchell
- Eduardo Bennett
- Luis Enrique Cálix
- Carlos Hermosillo

2 reti
- Marco Antonio Anariba
- Eugenio Dolmo Flores
- Roderick Reid
- Leonson Lewis
- Bruce Murray
- Peter Vermes

1 rete
- John Limniatis
- Jamie Lowery
- Colin Miller
- Juan Carlos Arguedas
- Leonidas Flores
- Róger Gómez
- Claudio Jara
- Hernán Medford
- Luis Espel
- Juan Carlos Espinoza
- Gilberto Yearwood

- Héctor Wright
- Luis Roberto Alves
- Gonzalo Farfán
- José Manuel de la Torre
- Alvin Thomas
- Marcelo Balboa
- John Doyle
- Hugo Pérez
- Brian Quinn
- Eric Wynalda

Autoreti
- Héctor Marchena (contro Stati Uniti)

### Premi
- Golden Ball Award:  Tony Meola
- Golden Boot Award:  Benjamín Galindo